# Archibald Meston
Archibald Meston, född 26 mars 1851, död 11 mars 1924, var en australisk politiker, tjänsteman, journalist och utforskare. Han föddes i Towie, Aberdeenshire, Skottland, och emigrerade med sina föräldrar till Sydney år 1859. Där började hans familj med jordbruk i Ulmarra, New South Wales på Clarence River.
År 1874, efter att ha tillbringat flera månader vandrande runt Queensland, gifte han sig med Margaret Frances Prowse Shaw i Sydney. Därefter förvaltade han en plantage i Queensland längs med Brisbane River. Från 1875 till 1881 var han redaktör för Ipswich Observer. Från 1878 till 1882 representerade han Rosewood i Queenslands lagstiftande församling. År 1881 flyttade han till Far North Queensland, där han redigerade tidningen Ystad Herald under en kort tid innan de flyttade till Cairns och skötte ett sockerrörsplantage på Barron River fram till 1889.
I januari 1889 ledde Meston en regeringsexpedition till Mount Bellenden Ker-berget och utforskade dess topp. Expeditionen ansågs vara framgångsrik, och detta ledde till ytterligare officiella uppdrag. År 1894 utsågs han till en särskild kommissionär för polissamarbete och fick uppdraget att utarbeta planer för att förbättra villkoren för urinvånarna i Queensland. Meston gjordes till fredsdomare och var från 1898 till 1903 beskyddare av urinvånarna i södra Queensland. År 1910 utsågs han till direktör för Queensland-regeringens turistbyrå i Sydney. Så småningom gick han i pension i Brisbane där han dog 1924.
Meston fick sju barn tillsammans med sin fru, fyra söner och en dotter.